# Scaricatore Busca-Biraga
Lo Scaricatore Busca-Biraga è un canale artificiale che scorre in provincia di Pavia, attraversando i comuni di Robbio, Confienza e Palestro.

## Percorso
Il canale trae origine dalle acque delle rogge Busca e Biraga, in comune di Confienza. Successivamente scorre in direzione ovest, attraversando una piccola porzione del comune di Robbio.
Subito dopo piega verso sud, attraversando il comune di Palestro; qui sovrappassa la roggia Gamarra ed il roggione di Sartirana tramite un ponte-canale e sfocia nel Sesia poco dopo la presa del roggione stesso.

## Caratteristiche
La sua portata massima è di 40 m³/s; la sua funzione principale è, oltre ad irrigare il comprensorio tra il Sesia e Confienza, diminuire la portata delle due rogge in caso di piena.
Il tratto terminale dello scaricatore, sito in comune di Palestro, scorre nelle immediate vicinanze del fiume Sesia; in caso di piena, l'acqua del Sesia si scarica nel canale, provocando numerose rotture nel corso degli anni. L'Est Sesia ha quindi finanziato, con la regione Piemonte, i lavori di rifacimento del canale per incrementare il deflusso delle acque e soprattutto per evitare danni a cose e/o a persone